# Fort McMurray
Fort McMurray, dat van 1947 tot 1962 McMurray heette, is een stedelijk servicegebied ('urban service area') in de gemeente Wood Buffalo in Alberta, Canada. Het is gelegen bij de samenvloeiing van de rivieren de Athabasca en de Clearwater.
De regio is vooral bekend vanwege de grootschalige winning van teerzand en de daarmee verbonden olie-industrie. Daarnaast wordt er ook aardgas gewonnen.
Op circa 10 km ten zuidoosten van Fort McMurray ligt de luchthaven Fort McMurray International Airport.

## Klimaat
Fort McMurray kent strenge winters, behalve tijdens periodes waarin een warme chinookwind waait. De zomers zijn relatief mild tot zelfs warm, maar momenteel zijn er slechts drie maanden waarbij de gemiddelde temperatuur boven de 10°C uitkomt (juni, juli en augustus). Fort McMurray heeft nu nog een subarctisch of boreaal klimaat (Dfc), maar het klimaat ligt net op de grens van het vochtig continentaal klimaat (Dfb). Door de opwarming van de aarde zal het klimaat van Fort McMurray binnen enige tijd een gematigd landklimaat (Dfb) krijgen, een zogeheten hemiboreaal klimaat. Juli is de warmste maand, januari de koudste. In de herfst daalt de gemiddelde temperatuur opvallend snel: van 15,4°C in augustus tot -8,6°C in november. De gemiddelde temperatuur overdag in november bedraagt slechts -4,3°C. De winter in Fort McMurray duurt relatief lang, van november tot en met maart. Door de sneeuwval in de winter en het blijvende sneeuwpak gaat de opwarming in de lente wat trager dan de afkoeling in de herfst.

## Brand
Op 1 mei 2016 brak brand uit op zo’n 15 kilometer ten zuidwesten van de plaats waarschijnlijk door menselijk handelen. De droogte, hoge temperaturen en hoge windsnelheden maakten een snelle verspreiding van het vuur mogelijk. Op 3 mei bereikte het Fort McMurray en de 88.000 inwoners moesten de stad halsoverkop verlaten. Ook dorpen ten zuiden van Fort McMurray werden bedreigd. Zo'n 2400 huizen gingen in rook op, dit was zo’n 10% van het woningbestand. Het vuur trok verder richting het noorden en bedreigde de teerzandoliewingebieden, maar door een verandering van de wind boog het af naar het oosten in de richting van Saskatchewan. Het duurde tot 5 juli alvorens de brand onder controle was. Circa 590.000 hectare is door het vuur aangetast en de materiële schade werd getaxeerd op C$ 9 miljard.

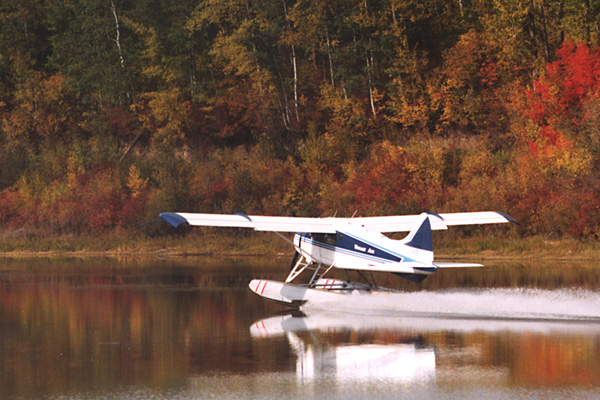
Opstijgend watervliegtuig op de Snye

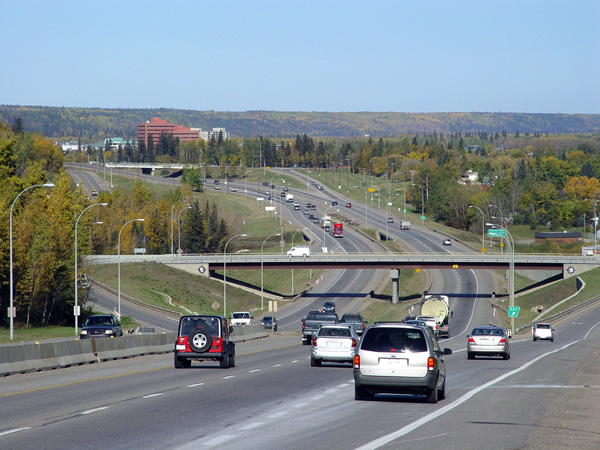
Zicht naar het noorden op de Highway 63